# Aloconota flexibilis
Aloconota flexibilis är en skalbaggsart som beskrevs av Thomas Casey 1911. Aloconota flexibilis ingår i släktet Aloconota och familjen kortvingar. Inga underarter finns listade i Catalogue of Life.